# SVヴァッカー・ブルクハウゼン
SVヴァッカー・ブルクハウゼン（SV Wacker Burghausen）はドイツのスポーツクラブ。サッカーのほか、テニス、水泳などのチームを有しており、クラブ員の数は約6000人ほど。この項目ではサッカーについて述べる。

## クラブの歴史
1930年、ヴァッカー化学（Wacker-Chemie）の企業クラブとして発足した。1994年から1995年のシーズンで、4部リーグ（オーバーリーガ・バイエルン）優勝を果たし、レギオナルリーガ（3部）昇格を果たした。2001年から2002年のシーズンで3部優勝、ブンデスリーガ2部へ昇格した。
昇格以降、成績を順調に伸ばしていたが、2006-2007年シーズンは振るわず、17位となって再び3部へと降格することとなった。
2008-2009シーズンからは新設されたブンデスリーガ3部に所属している。

## タイトル

### 国内タイトル
- レギオナルリーガ南部：1回
  - 2001-2002

### 国際タイトル
なし

## 過去の成績
- 2012-2013 ブンデスリーガ3部  8位
- 2011-2012 ブンデスリーガ3部  6位
- 2010-2011 ブンデスリーガ3部 18位
- 2009-2010 ブンデスリーガ3部 17位
- 2008-2009 ブンデスリーガ3部 18位
- 2007-2008 レギオナルリーガ南部 7位
- 2006-2007 ブンデスリーガ2部 17位(降格)
- 2005-2006 ブンデスリーガ2部 8位
- 2004-2005 ブンデスリーガ2部 9位
- 2003-2004 ブンデスリーガ2部 10位
- 2002-2003 ブンデスリーガ2部 10位
- 2001-2002 レギオナルリーガ(南部) 優勝(昇格)
- 2000-2001 レギオナルリーガ(南部) 13位
- 1999-2000 レギオナルリーガ(南部) 4位

## 歴代監督
- マルクス・シュップ 2004-2006
- マリオ・バスラー 2010-2011

## 歴代所属選手
- 西脇良平 2001
- アレクサンダー・エーバーライン 2011-2014